# Monténégro aux Jeux olympiques d'hiver de 2014
Le Monténégro participe aux Jeux olympiques d'hiver de 2014 à Sotchi en Russie du 7 au 23 février 2014. Il s'agit de sa deuxième participation à des Jeux d'hiver.

## Ski alpin
Le Monténégro a obtenu les places suivantes :
- Compétitions masculines : 1 place
- Compétitions féminines : 1 place

| Athlète      | Épreuves     | Course 1                 | Course 1 | Course 2                 | Course 2 | Total                    | Total |
| Athlète      | Épreuves     | Temps                    | Rang     | Temps                    | Rang     | Temps                    | Rang  |
| ------------ | ------------ | ------------------------ | -------- | ------------------------ | -------- | ------------------------ | ----- |
| Tarik Hadzic | Slalom géant | 1 min 36 s 55 (+15 s 47) | 71e      | 1 min 35 s 84 (+12 s 65) | 60e      | 3 min 12 s 39 (+27 s 10) | 62e   |
| Tarik Hadzic | Slalom       | 1 min 0 s 95 (+14 s 25)  | 71e      | 1 min 6 s 99 (+13 s 5)   | 36e      | 2 min 7 s 94 (+26 s 10)  | 38e   |

| Athlète         | Épreuves | Course 1                | Course 1 | Course 2                | Course 2 | Total                    | Total |
| Athlète         | Épreuves | Temps                   | Rang     | Temps                   | Rang     | Temps                    | Rang  |
| --------------- | -------- | ----------------------- | -------- | ----------------------- | -------- | ------------------------ | ----- |
| Ivana Bulatovic | Slalom   | 1 min 7 s 49 (+14 s 87) | 53e      | 1 min 5 s 31 (+14 s 20) | 44e      | 2 min 12 s 80 (+28 s 26) | 44e   |